# Deemston (Pensilvania)
Deemston es un borough ubicado en el condado de Washington en el estado estadounidense de Pensilvania. En el año 2000 tenía una población de 809 habitantes y una densidad poblacional de 33 personas por km².

## Geografía
Deemston se encuentra ubicado en las coordenadas 40°1′8″N 80°2′38″O / 40.01889, -80.04389.

## Demografía
Según la Oficina del Censo en 2000 los ingresos medios por hogar en la localidad eran de $35,598 y los ingresos medios por familia eran $41,188. Los hombres tenían unos ingresos medios de $33,889 frente a los $25,417 para las mujeres. La renta per cápita para la localidad era de $17,331. Alrededor del 9.5% de la población estaba por debajo del umbral de pobreza.